# Auriblanco Basketball Club
Auriblanco Basketball Club es un club de baloncesto del barrio Bella Vista, Montevideo, Uruguay. Fue fundado el 12 de octubre de 1959. Actualmente compite en categorías Formativas 6 categorías 
son más de 60 chicos entre 6 y 19 años. El plantel principal compite en el Torneo Metropolitano, la segunda categoría del baloncesto uruguayo.
Es un club con mucha inserción en el barrio. Sus colores son el amarillo, blanco y azul.
Actualmente, Auriblanco es un club en crecimiento deportivo. Luego de ser gran animador de los campeonatos de Tercera DTA logra salir campeón de dicha división.

## Historia
Fundado el 12 de octubre de 1959, en el barrio Bella Vista para luego afiliarse a la FUBB en el año de 1960.
Su clásico rival fue Aurinegro, equipo de las cercanías del barrio, hasta que este primero desapareció, quedándose Auriblanco sin clásico barrial.
En 2015, Auriblanco logra pelear el ascenso en la DTA 2015, ya que finaliza 3ro en fase regular y clasifica a los playoffs por el segundo ascenso; primero vence por 2-0 al equipo de Lagomar, pero en la serie definitoria por el ascenso a la LUA 2016, perdería 2-1 frente a 25 de agosto, en una serie muy pareja debido a la paridad del tercer partido.
En 2016, Auriblanco vuelve a ir por el ascenso y lo logra: por primera vez a segunda división, habiendo quedado primero en la DTA 2016. Auriblanco en este torneo, fue el mejor equipo habiendo perdido solo 2 partidos y ganado 16, obteniendo el cupo de ascenso directo.
En 2017,  el papal juega su primer torneo metropolitano, y contrata su primer extranjero de la historia, el brasileño Rod Gonçalves. En este torneo, Auriblanco queda en el fondo de la tabla (10mo), debiendo jugarse la permanencia con ventaja deportiva frente a Marne, la cual gana el primer y único partido por 86:65, salvándose así del regreso a tercera categoría.

## Uniforme
Es común ver en el uniforme de Auriblanco el escudo de Bella Vista. Esto también ocurre con otros cuadros que comparten barrio, como Capurro (básquetbol) y Fénix (fútbol). Además comparten colores, algo habitual en algunos barrios en los que un club de fútbol tiene una fuerte presencia, como Verdirrojo (básquetbol) con Rampla Juniors (fútbol).
Su uniforme es blanco y amarillo, con detalles en azul. Mientras tanto, su alternativa es mayoritariamente azul. Tanto la equipación titular como la suplente comparten los colores del vecino C.A. Bella Vista.

## Estadio cubierto
Auriblanco juega sus partidos de local en el gimnasio Roberto Vázquez, que está ubicado en el barrio Bella Vista, en las calles Carlos Princivalle y San Juan. Tiene capacidad para aproximadamente 350 personas y posee un flamante piso flotante.

## Jugadores
| Plantel 2017 | Plantel 2017          | Plantel 2017            | Plantel 2017            | Plantel 2017            |
| Número       | Nombre de Jugador     | Posición                | Fecha de Nacimiento     | Altura                  |
| ------------ | --------------------- | ----------------------- | ----------------------- | ----------------------- |
| 5            | Álvaro Taibo          | Alero                   | 1980-01-02              | 184                     |
| 6            | Federico Seguessa     | Alero                   | 1995-01-16              |                         |
| 10           | Facundo Sánchez       | Base                    | 1990-04-02              | 177                     |
| 11           | Martín Díaz           |                         | 1999-03-04              |                         |
| 12           | Alem García           | Alero                   | 1997-01-05              |                         |
| 14           | Nicolás Gentini       | Ala pivot               | 1986-01-29              | 190                     |
| 15           | Andrés Jones          | Alero                   | 1975-12-02              | 2                       |
| 21           | Emiliano Suárez       | Escolta                 | 1991-06-21              | 182                     |
| 22           | Rodrigo Goncalvez     | Ala pivot               | 1987-01-01              | 200                     |
| 23           | Camilo Colman         | Ala pivot               | 1990-08-21              | 192                     |
| 29           | Joaquín Jones         | Ala pivot               | 1997-10-29              | 195                     |
| 30           | Fabricio Palacios     | Base                    | 1997-11-07              |                         |
| 30           | Facundo Zannier       |                         | 1995-09-02              |                         |
| Entrenadores |                       |                         |                         |                         |
|              | Luis Perez            | entrenador (fue cesado) | entrenador (fue cesado) | entrenador (fue cesado) |
|              | Juan Ballarino        | asistente (fue cesado)  | asistente (fue cesado)  | asistente (fue cesado)  |
|              | Nicolás Rabino        | entrenador              | entrenador              | entrenador              |
|              | Maximiliano Chiappini | asistente               | asistente               | asistente               |

## Palmarés

### Torneos nacionales
- DTA (1): 2016.